# 瑞德·法伯
厄爾班·克萊倫斯·「瑞德」·法伯（英語：Urban Clarence "Red" Faber，1888年9月6日—1976年9月25日），為美國職棒大聯盟的投手。生涯全效力於白襪隊。1919年，白襪隊在世界大賽爆發了惡名昭彰的黑襪事件。不過法伯因為受傷而無法在世界大賽上出場，他也因此擺脫了打假球的嫌疑。

## 職業生涯

### 生涯初期
1914年，26歲的法伯登上大聯盟。該年他先發19場比賽拿下10勝9敗，防禦率2.68，還拿下聯盟最多的4次救援成功。隔年他拿下24勝，在美聯排名第二。那年他還有一場比賽，法伯僅僅花了67球便投出完投，而且整場比賽只被敲出3支安打。
1917年，他投出16勝13敗。白襪隊也闖入世界大賽，法伯也在系列賽送出好表現，拿下3勝1敗幫助白襪拿下世界大賽冠軍。
法伯雖然是一名投手，不過他也以跑壘大膽聞名。他曾在比賽中三壘有人的情況嘗試盜三壘，甚至還有一次盜本壘成功的記錄。
1918年，法伯因為加入美軍服役而幾乎缺席整個賽季。1919年，由於退役後體重失衡加上手臂出現傷勢，這一年法伯的防禦率暴漲至3.83。種種傷勢加上感染西班牙流感，最終使得他不得不缺席該年的世界大賽。然而那年白襪隊出現黑襪事件，艾迪·席考特和Lefty Williams為首的等8名球員因為不滿球隊老闆而在世界大賽惡意放水輸掉系列賽。這8名球員日後都遭到聯盟懲處終身禁賽。而法伯因為受傷提前退出球季而避免受到牽連。

### 1920年代
1920年，儘管白襪隊已漸漸喪失競爭力，不過法伯的身手並未退化。該年他投出23勝13敗，截至1920年，他已拿下105勝。歷史上只有6位投手能在死球年代終結前拿下生涯百勝。儘管大聯盟後來進入飛球革命的活球年代，但是法伯的被全壘打率仍然維持在低點。1920年至1931年間，他只被敲出91發全壘打，平均一個月只挨一轟。
1921年球季中，法伯與一些白襪隊球員收到關於黑襪事件的傳票。不過因為法伯本身沒有在那年的世界大賽中登場，因此他很快便擺脫了嫌疑。1921年與1922年，法伯都拿下了超過20勝，並且連莊防禦率王寶座。法伯在1920年代一共投出126勝103敗。其中還終止了泰·柯布的連續21場安打紀錄。1929年，年屆40歲的法伯還能投出1安打的完封勝。這場比賽也被認為是他整個職業生涯中表現最為出色的一場比賽。

### 生涯後期
法伯在他的生涯後段轉任後援投手居多。1934年，已經45歲的法伯宣布退休。他將整個職業生涯都貢獻給了白襪隊，生涯拿下254勝213敗，防禦率3.15。退休之後，法伯曾擔任汽車經銷商與房仲等工作，後來也曾回到白襪擔任教練長達3個球季。

## 個人生活
1947年，法伯與小他快30歲的妻子結婚。法伯當時認為自己年紀過高不適合結婚，不過他妻子仍堅持要與他結婚。兩人後來生下一子厄爾班(Urban)，不過厄爾班卻在14歲時因為一次的游泳意外弄傷脖子，使得他後來一輩子都要與傷痛搏鬥。
法伯本身也是一名癮君子，長期抽菸也導致他在1960年代出現2次心臟病發的記錄。1976年，高齡88歲的法伯去世，他最後被葬在阿卡西亞公園公墓裡。

## 外部連結
- 球員資訊和成績在MLB，ESPN ，Retrosheet ，Baseball Reference ，Baseball Reference (Minors) ，Fangraphs ，The Baseball Cube （英文）